# 笪東光
笪東光（1525年—？），字景陽，號鳳渠，江西饒州府德興縣人，民籍，明朝政治人物。

## 生平
嘉靖三十七年（1558年）戊午科江西鄉試第五名，嘉靖四十四年會試第二百六十四名，登進士第三甲第二百零三名。兵部观政，本年十二月授行人，隆慶二年（1568年）九月升工部主事，十月管济宁闸，三年六月补屯田司，四年六月改刑科给事中，十一月升工科右，五年二月升刑科左，致仕，卒。

## 家族
曾祖父笪元吉；祖父笪棠；父親笪車，贈行人。母汪氏。兄東芬（庠生）、東杲。